# زاهيد حميد
زاهيد حميد (1 أغسطس 1985 بكويته في باكستان - ) هو لاعب كرة قدم باكستاني في مركز الوسط. شارك مع منتخب باكستان لكرة القدم. أما مع النوادي، فقد لعب مع WAPDA F.C. ‏ وQuetta Zorawar ‏.

## وصلات خارجية
- زاهيد حميد على موقع قاعدة بيانات كرة القدم.إي يو (الإنجليزية)
- زاهيد حميد على موقع ناشيونال فوتبول تيمز (الإنجليزية)
- زاهيد حميد على موقع GSA (الإنجليزية)